# Mike Wright
Pour les articles homonymes, voir Wright.
Dennis Michael Wright (né le 3 janvier 1990 à Bennettsville, Caroline du Sud, États-Unis) est un lanceur droitier des Orioles de Baltimore de la Ligue majeure de baseball.

## Carrière
Joueur des Pirates d'East Carolina, Mike Wright est repêché par les Orioles de Baltimore au 3e tour de sélection en 2011.
Il fait ses débuts dans le baseball majeur comme lanceur partant des Orioles le 17 mai 2015 et, pour sa première victoire, il blanchit les Angels de Los Angeles en 7 manches et un tiers, n'accordant que 4 coups sûrs et retirant 6 adversaires sur des prises.